# 3033 Хольбек
3033 Хольбек (3033 Holbaek) — астероїд головного поясу, відкритий 5 березня 1984 року.
Тіссеранів параметр щодо Юпітера — 3,628.